# 도청대로 (홍성 예산)
도청대로(Docheong-daero)는 충청남도 홍성군 홍성읍 덕산통사거리와 예산군 삽교읍 상하리를 잇는 충청남도의 도로이다. 2012년 12월 28일 충청남도청을 내포신도시로 이전하면서 도청대로로 명명되었다. 내포신도시를 남북으로 관통하는 것이 특징이다.

## 연혁
- 2009년 8월 25일 : 2개 이상 시·군에 걸쳐 있는 도로로 도청대로를 고시[1]

## 주요 경유지
충청남도
- 홍성군 (홍성읍 - 홍북읍) - 예산군 (덕산면 - 삽교읍)

## 노선
| 이름            | 접속 노선                                              | 소재지 | 소재지                                   | 비고   |
| --------------- | ------------------------------------------------------ | ------ | ---------------------------------------- | ------ |
| 덕산통사거리    | 충서로                                                 | 홍성군 | 홍성읍                                   |        |
| 홍성여고사거리  | 도청대로93번길 도청대로96번길                          | 홍성군 | 홍성읍                                   |        |
| 봉신1교         |                                                        | 홍성군 | 홍성읍                                   |        |
|                 | 홍북읍                                                 | 홍성군 |                                          |        |
| 봉신 교차로     | 이응노로 홍북로                                        | 홍성군 |                                          |        |
| 도시첨단삼거리  | 홍예로                                                 | 홍성군 |                                          |        |
| 용봉산사거리    | 의향로 용봉산1길                                       | 홍성군 |                                          |        |
| 용방치기사거리  | 지방도 제609호선 (용봉로) 홍원로                       | 홍성군 | 지방도 제609호선 구간                    |        |
| 상아2교         |                                                        | 홍성군 | 지방도 제609호선 구간                    |        |
| 도청사거리      | 지방도 제602호선 (충남대로)                            | 홍성군 | 지방도 제609호선 구간                    |        |
| 도청삼거리      | 충예로                                                 | 예산군 | 지방도 제609호선 구간                    | 삽교읍 |
| 목리5교         |                                                        | 예산군 | 지방도 제609호선 구간                    | 삽교읍 |
| 도청예목사거리  | 예목로                                                 | 예산군 | 지방도 제609호선 구간                    | 삽교읍 |
| 도청의향삼거리  | 의향로                                                 | 예산군 | 지방도 제609호선 구간                    | 삽교읍 |
| 예산목삼거리    | 홍예로                                                 | 예산군 | 지방도 제609호선 구간                    | 삽교읍 |
| 신리 교차로     | 수암산로                                               | 예산군 | 지방도 제609호선 구간                    | 삽교읍 |
| 덕산천교        |                                                        | 예산군 | 지방도 제609호선 구간                    | 삽교읍 |
| 송산 교차로     | 국도 제40호선 국도 제45호선 (윤봉길로)                 | 예산군 | 국도 제40호선 구간 지방도 제609호선 구간 | 삽교읍 |
| 송산교          |                                                        | 예산군 | 국도 제40호선 구간 지방도 제609호선 구간 | 삽교읍 |
| 읍내 교차로     | 충의로 봉운로 덕산온천로                               | 예산군 | 국도 제40호선 구간 지방도 제609호선 구간 | 덕산면 |
| 덕산회전 교차로 | 국도 제40호선 (예덕로) 지방도 제609호선 (덕산우회도로) | 예산군 | 국도 제40호선 구간 지방도 제609호선 구간 | 삽교읍 |